# Boîtier papillon
Pour les articles homonymes, voir Boîtier.

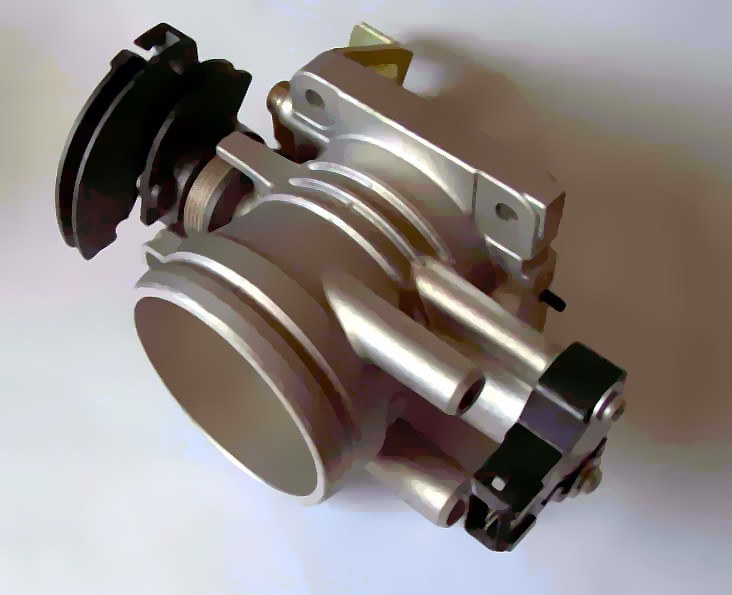
Un boîtier papillon

Un boîtier papillon, ou boitier papillon, est un boitier dont le but est de réguler la prise d'air d'un moteur à allumage commandé. Placé à l'entrée du répartiteur d'admission, il est doté d'un volet dont l'ouverture est fonction de l'appui du conducteur sur la pédale d'accélération.
Sur les moteurs Diesel, le boitier papillon n'est pas nécessaire car le régime du moteur est commandé en agissant sur le débit de carburant envoyé vers l'admission. Ces moteurs fonctionnent en excès d'air.
Certains moteurs essence peuvent s'en passer lors de certaines phases de fonctionnement s'ils sont équipés d'un système de levée variable des soupapes d'admission. Ce qui revient au même que le rôle du boitier papillon.

## Constitution
Il est constitué d'un boitier traversé par un axe pouvant pivoter sur 90° sur lequel est placé un volet. Celui-ci obstrue le conduit en position fermé, ou au contraire, le dégage presque entièrement, le volet étant de profil, pour laisser circuler un maximum d'air. 
Le papillon peut être commandé par tringlerie, ou par câble, directement relié à la pédale d'accélérateur. Ou motorisé et piloté par le calculateur en fonction de plusieurs paramètres. Comme la position de la pédale d'accélérateur (connue grâce à un potentiomètre) et la charge moteur. 
Dans le cas d'un moteur à injection électronique, l'ouverture du papillon est contrôlée grâce à un potentiomètre (en) placé sur l'axe du volet pour en informer le calculateur. Un papillon motorisé permet aussi de facilement proposer le régulateur de vitesse, si besoin.

## Ralenti
Lorsque le papillon est fermé — la plupart du temps, par absence d'appui sur la pédale —, un système permet au moteur de revenir à son régime de ralenti. Sur les moteurs gérés électroniquement, un moteur électrique appelé régulateur de ralenti ou actuateur de ralenti permet le passage d'une faible quantité d'air vers l'admission afin de maintenir ce régime, soit en ouvrant un canal en dérivation du papillon, soit en actionnant directement le papillon. Le régulateur de ralenti est généralement commandé par l'unité de contrôle du moteur, qui détermine le meilleur régime de ralenti en fonction de divers paramètres, dont la température du moteur, le ralenti étant généralement plus élevé à froid.
Un papillon motorisé peut permettre de se passer de régulateur de ralenti.

## Note
1. ↑  Selon les rectifications orthographiques du français en 1990 Rapport du conseil supérieur de la Langue française publié dans les documents administratifs du Journal officiel du 6 décembre 1990